# Farmy Šibáa

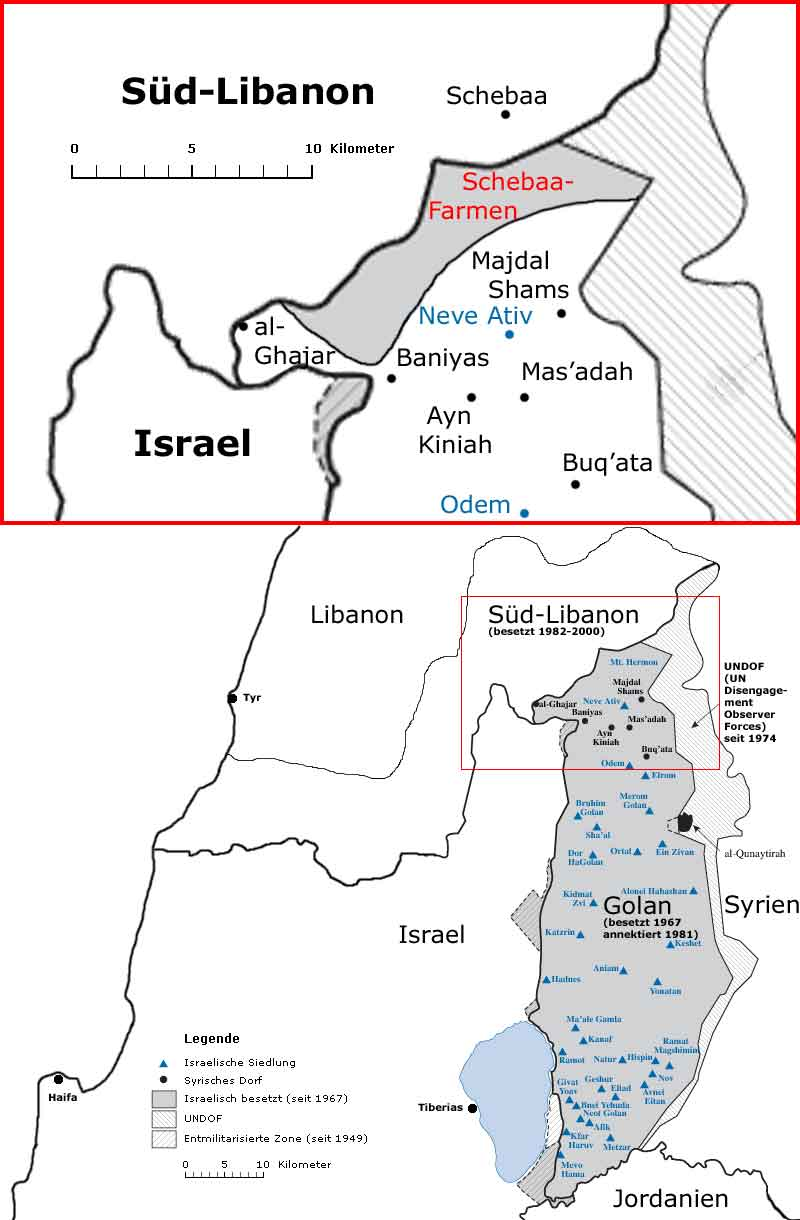
Zeměpisná poloha šibaáských farem

Farmy Šibá'a (též Har Dov) jsou sporným územím mezi Libanonem, Sýrií a Izraelem, který je v současné době okupuje. Rozkládají se na necelých 30 čtverečních kilometrech, ale jsou důležitou oblastí z hlediska vodních zdrojů, v čemž spočívá jejich význam pro tento region. Jde o hornatý pruh v masivu Hermon, tvořící západní svahy nad údolím toku Nachal Si'on.
Historie konfliktu se táhne až do roku 1967, kdy Izrael obsadil Golanské výšiny, patřící Sýrii. OSN považuje farmy za součást Golanských výšin, Libanon je ale nárokuje jako své území. Izraelské stažení z jižního Libanonu roku 2000 ale tuto oblast nezahrnovalo. Právě to je důvodem neustálých střetů mezi izraelskou armádou a teroristy Hizballáhu.

### Související článek
- Rezoluce Rady bezpečnosti OSN č. 242